# Пасмурово
Пасмурово — упразднённое село в Бузулукском районе Оренбургской области. На момент упразднения входило в состав сельского поселения Твердиловский сельсовет. Исключено из учётных данных в 2005 году.

## География
Располагалось в верхнем течении реки Танеевка, на расстоянии, примерно, 5,5 километра к юго-западу от села Твердилово.

## История
По данным на 1931 год деревня Пасмурово состояла из 91 хозяйства. В административном отношении входила в состав Твердиловского сельсовета Бузулукского района Средневолжского края. В 1930-е годы организован колхоз «Наша жизнь». Позже отделение колхоза имени Пушкина.
Постановление Законодательного Собрания Оренбургской области от 16 февраля 2005 года № 1927/316-III-ОЗ село исключено из учётных данных.

## Население
По данным на 1930 год в деревне проживало 454 человека, основное население — русские.
По переписи 2002 года в селе отсутствовало постоянное население.